# 松戸宿

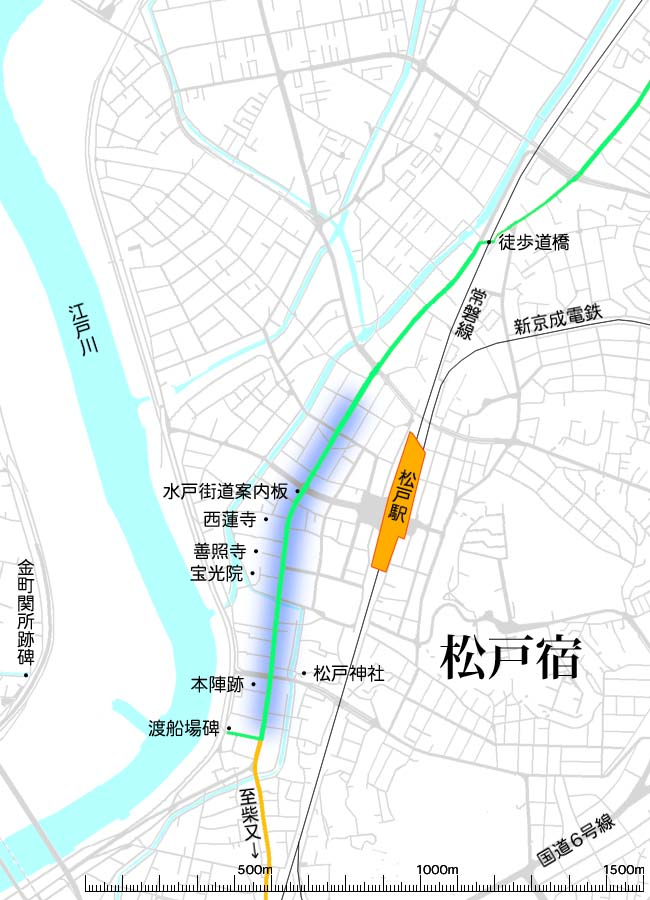
松戸宿の現代地図に旧水戸街道の道筋を重ねた地図。

松戸宿（まつどしゅく）は、水戸街道千住宿から2つ目の宿場町。現在の千葉県松戸市松戸・本町にあたる。

## 概要
松戸宿は江戸川に面しており、江戸側の対岸には金町松戸関所が置かれていて、その石碑が残る（厳密には同じ場所とはいえない）。江戸時代には江戸川に橋は架けられておらず、渡船となっていた。松戸側にも渡船場跡付近に天領を示す御料傍示杭が建ち（現在はその付近に石碑が立つ）、そこが松戸宿の江戸側の端となっていた。
なお、歌謡曲で知られた矢切の渡しは松戸宿の南、旧矢切村に位置する。松戸駅北側の松戸市根本（旧根本村）は駿河田中藩本多家の領地で松戸宿ではなかった）。
松戸宿近在の農家には江戸川対岸に農地を持ち、自家用船で川を往来する者もあった。
松戸の宿場町は南北に約1キロほどの範囲に広がっていた。松戸はまた、物資集積地としても栄えた場所であり、数百軒の家並みが並ぶ大規模な集落を形成していた。運河としても使われた坂川が市街地を横切って流れている。

## 歴史

### 徳川家斉の鹿狩り
寛政7年（1795年）3月5日、江戸幕府第11代将軍徳川家斉が松戸宿周辺で鹿狩りを行った。鹿狩り要員数は、家斉の家臣団である諸大名や旗本が約9千8百人、勢子は松戸宿が在所する下総国はもとより近隣の武蔵国、上総国、安房国、常陸国から総数約10万人、鹿狩り日の2日前から川越に待機している家臣団の一部の約1万5千人の給仕を担当する人足が約340人であった。
勢子の鹿追いは広範囲におよび、東は銚子から、南は安房国との国境から、北は取手および布川から、西の松戸宿まで追い込んだ。家斉は鹿狩り当日の午前6時に松戸宿に入り、小富士山の山頂から鹿狩りの様子を見物した。
この鹿狩りで狩猟した動物は、鹿が96頭、猪が13頭、兎が2匹、雉が1羽、狸が3頭、狐が3頭であった。この鹿狩りでは百姓も狩りに参加しており、鹿96頭のうち53頭は百姓が狩ったものである。狩猟した動物の肉は食材になり、毛皮や角は武具などの製作材料となり、余剰分は売却されたと推察される。鹿には生け捕りにされたものが12頭いたが、その目的は、江戸時代には肉を長期間保存するための冷凍保存技術がなかったため、その代用手段として鹿の飼育が行われたとものと推察される。
江戸時代においては仏教の殺生戒や神道の触穢の影響により獣肉食が忌避される傾向があったが、山村では貴重な食料源であった。また、徳川将軍家の正月三が日のお節料理の献立には「兎の羹（かん）」（ウサギのすまし汁）があり、兎肉が食されていた。これは江戸幕府の打ち出していた四足動物の肉食禁止令に反するものだが、ウサギの長い耳を鳥の翼に見立て、ウサギの跳躍力を飛翔と見たて、ウサギを鳥と四足動物の中間の動物とする解釈もあったようである。

## 周辺
- 松戸神社 - 1626年創立。旧称は御嶽大権現。
- 宝光院 - 千葉周作の父親の墓がある。
- 善照寺
- 西蓮寺
- 松龍寺
- 松戸本陣

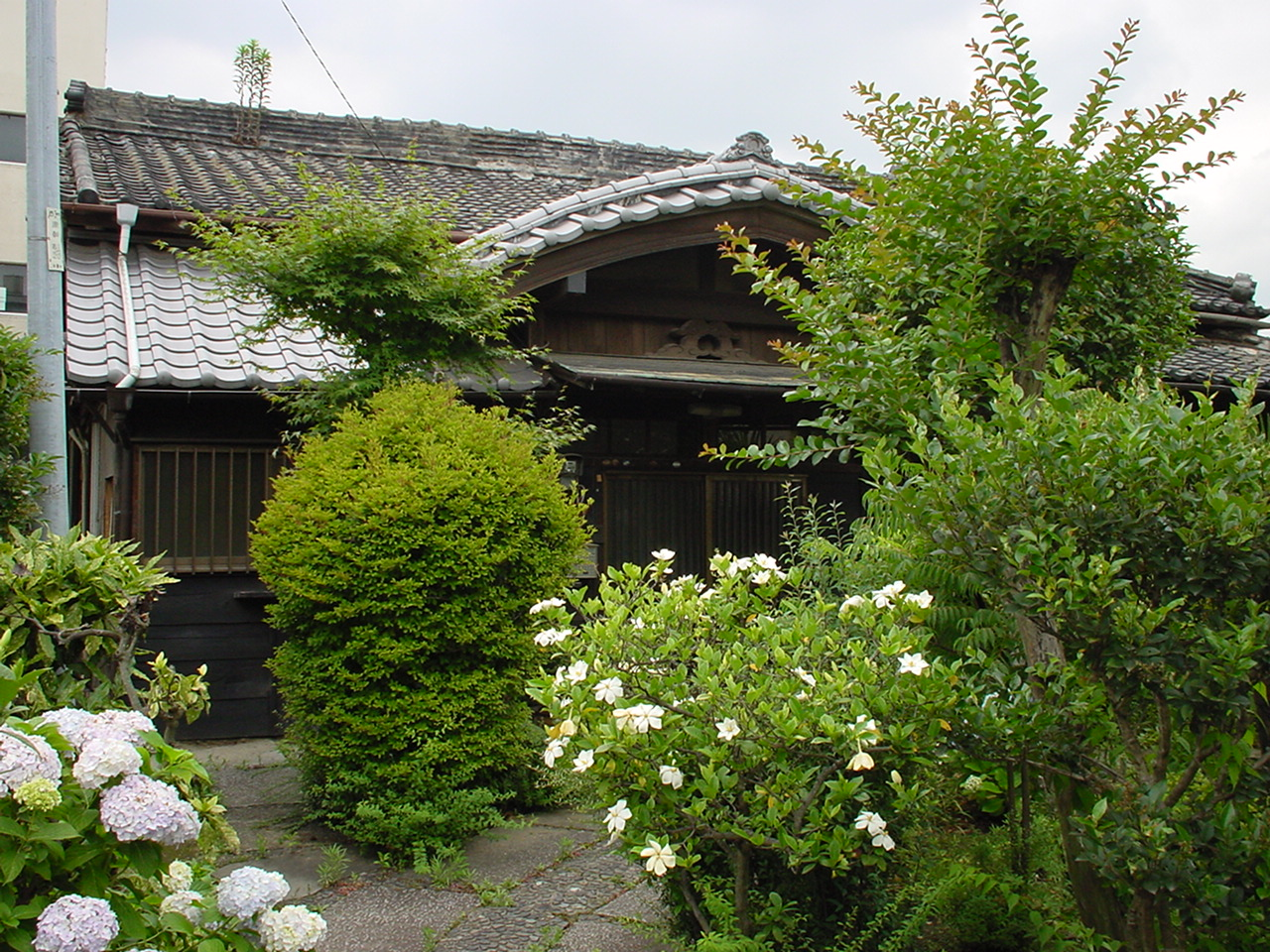
松戸本陣（2004年6月解体直前に撮影）

## 隣の宿
新宿 (水戸街道) - 松戸宿 - 小金宿
- 新宿 - 松戸宿は一里三十町（約7キロ）。
- 松戸宿 - 小金宿は一里二十八町（約7キロ）。

松戸宿と小金宿の間には、万満寺の門前町だった馬橋があり、間の宿となっていた（最寄り駅は馬橋駅）。

## 関連文献
- 原田伴彦、朝倉治彦 編「浮世の有様 4 - 3.寛政七卯年御鹿狩御役人附」『日本庶民生活史料集成』（第1版）三一書房〈第11巻   世相 1〉、1970年7月31日 第1刷発行、186-189頁。- 江戸幕府第11代将軍徳川家斉が松戸宿周辺で行った鹿狩りについて記述されている文献。